# Тихвинская волость (Усманский уезд)
Тихвинская во́лость — административно-территориальная единица Усманского уезда Тамбовской губернии с центром в деревне Большая Плавица, а затем — в селе Тихвинка.

## География
Волость расположена в центральной части Усманского уезда. На севере граничила с Барятинской волостью, на юге — Березнеговатской волостью, на востоке — Талицкой волостью Усманского уезда, на западе — Дмитриевско-Дуровской волостью.

## История
Волость образована после реформы 1861 года.
Волостное управление на основании Общего положения о крестьянах 1861 года составляли:
1. Волостной сход;
2. Волостной старшина с волостным правлением;
3. Волостной крестьянский суд.

Волостные правления были ликвидированы постановлением Совнаркома РСФСР от 30 декабря 1917 года «Об органах местного самоуправления». Управление волости передавалось волостным съездам советов и волисполкомам.
Постановлением ВЦИК РСФСР от 4 января 1923 г. передана в состав Воронежской губернии.

## Населенные пункты

### Состав волости в конце XIX века
По данным Усманского земского собрания на 1886 год на территории волости располагались:
- Село Тихвинка.

Сельца
- Афанасьевка,
- Александровка,
- Никольское (Чеботаревка).

Деревни
- Аничкина,
- Малая Плавица (Бунино)
- Русановка
- Кутырки
- Петровка,
- Большая Плавица (Филиппова, Петрова)

Хутора
- Веры Александровны Лихотиной,
- Варвары Ивановны Филипповой,
- Николая Николаевича Русанова,
- Николая Ивановича Смыкова,
- Александры Герасимовны Новоселовой,
- Сергея Михайловича Филиппова,
- Александры Ираклиевны Безсоновой,
- Красный двор[4].

### Состав волости в 1914 г.
- д. Петровка — 137 жителей, церковно-приходская школа.
- д. Русаново — 46 жителей.
- д. М. Плавица — 83 жителей.
- д. Аничкино — 456 жителей, земская школа.
- с. Тихвинка — 196 жителей.
- д. Никольская — 241 жителей.
- д. Александровка — 89 жителей.
- д. Б. Плавица — 895 жителей, земская школа[5].

## Церковный приход
Приход открыт в 1834 году с постройкой каменной церкви на средства дворянина Ивана Баранова.
По данным за 1911 год в приходе 319 дворов с 2215 жителями. Приход состоял из 9 деревень и 8 имений: дворянки Сергеевой, крестьянина Е. М. Юдина, инженера В. В. Огаркова, дворянина И. Н. Богородского, жены земского начальника Загряжской, жены сенатора Куровского, дворянки Лихониной, крестьян Гаршиных.